# Museu Fran Daurel
El Museu Fran Daurel es troba al districte de Sants-Montjuïc de Barcelona, dins del recinte del Poble Espanyol. Gestionat per la Fundació Fran Daurel, està dedicat a l'art contemporani —preferentment català—, amb més de 300 obres d'artistes com Pablo Picasso, Joan Miró, Salvador Dalí, Antoni Tàpies o Miquel Barceló. A més de la col·lecció situada a l'edifici seu del museu, compta amb un jardí d'escultures situat fora de l'edifici, en els jardins exteriors del Poble Espanyol.

## Història i descripció

Interior del museu

El museu es troba dins del recinte del Poble Espanyol, un parc temàtic dedicat a l'arquitectura tradicional espanyola construït per l'Exposició Internacional de 1929. Aquest espai recull al seu interior reproduccions de diferents ambients urbans i arquitectònics de tot el conjunt del territori nacional, en un conjunt que va des de l'evocació folklòrica fins a la més estricta recreació arqueològica. Obra dels arquitectes Ramon Reventós i Francesc Folguera, va comptar amb l'assessorament artístic de Miquel Utrillo i Xavier Nogués. El museu se situa a l'edifici nº 62 del recinte, una reproducció de la Posada de las Ánimas de Ronda (Màlaga).
La iniciativa del museu va partir del col·leccionista d'art Francisco Daurella (Barcelona, 1927), advocat i empresari, primer concessionari a Espanya de la marca Coca-cola, fundador i president de les fundacions Fran Daurel i Amyc (Art modern i contemporani), aquesta última amb una Casa-Museu situada a Aravaca (Madrid). El museu va ser inaugurat l'1 de desembre de 2001.
El museu compta amb una superfície de 2500 m², i al seu interior acull quatre sales dedicades a exposició i un auditori. Compta amb obres de divers format, com pintures, escultures, tapissos, dibuixos, fotografies, obra gràfica i peces de ceràmica. La seva temàtica se centra en l'art contemporani, amb especial interès pels artistes catalans, i reflecteix múltiples tendències de l'art del segle XX i començament del XXI, des de la figuració fins a l'abstracció, amb representació de moviments com l'informalisme, l'expressionisme, el surrealisme, l'hiperrealisme, el conceptualisme, etc. Entre els artistes representats es troben: Pablo Picasso, Joan Miró, Salvador Dalí, Óscar Domínguez, Antoni Tàpies, Modest Cuixart, Joan Ponç, Eduardo Chillida, Josep Guinovart, Joan Hernández Pijuan, Pablo Palazuelo, Manolo Valdés, Miquel Barceló, Ferran García Sevilla, Jaume Plensa, Josep Maria Riera i Aragó, etc. En total, uns 80 artistes i més de 300 obres.
El 2004 es va ampliar el conjunt museístic amb uns 5000 m² de terreny situat als jardins del Poble Espanyol, al costat del monestir romànic, on es va emplaçar un jardí d'escultures amb 41 obres de 27 artistes exposades a l'aire lliure. Va seguir l'exemple del Jardí d'Escultures annex a la Fundació Joan Miró, igualment a la muntanya de Montjuïc. Entre els diversos autors d'aquestes escultures es troben: Sergi Aguilar, Lluís Cera, Robert Llimós, Marcel Martí, Xavier Medina-Campeny, Josep Maria Riera i Aragó, Ricard Vaccaro, Faustino Aizkorbe, Elisa Arimany, Pablo Atchugarry, Stéphane Cipre, José María Guerrero Medina, Cyril Mendjisky, José Luis Pascual, Miguel Rasero, Alberto de Udaeta, Lluís Vidal, Pascual Casaubon, Lluïsa Sallent i Juan López Salvador.

## Galeria

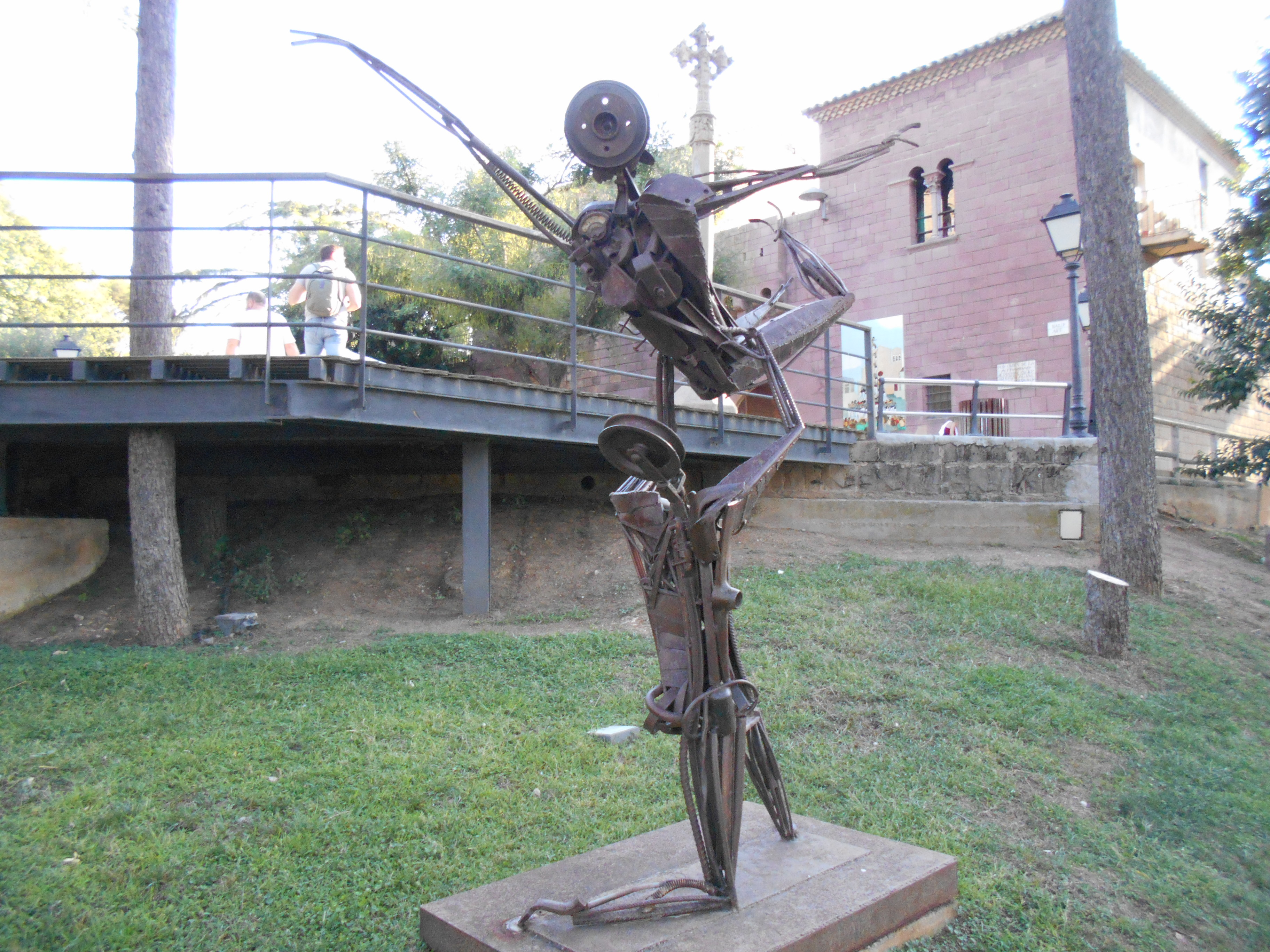
Couple, de Cyril Mendjisky, 1999.
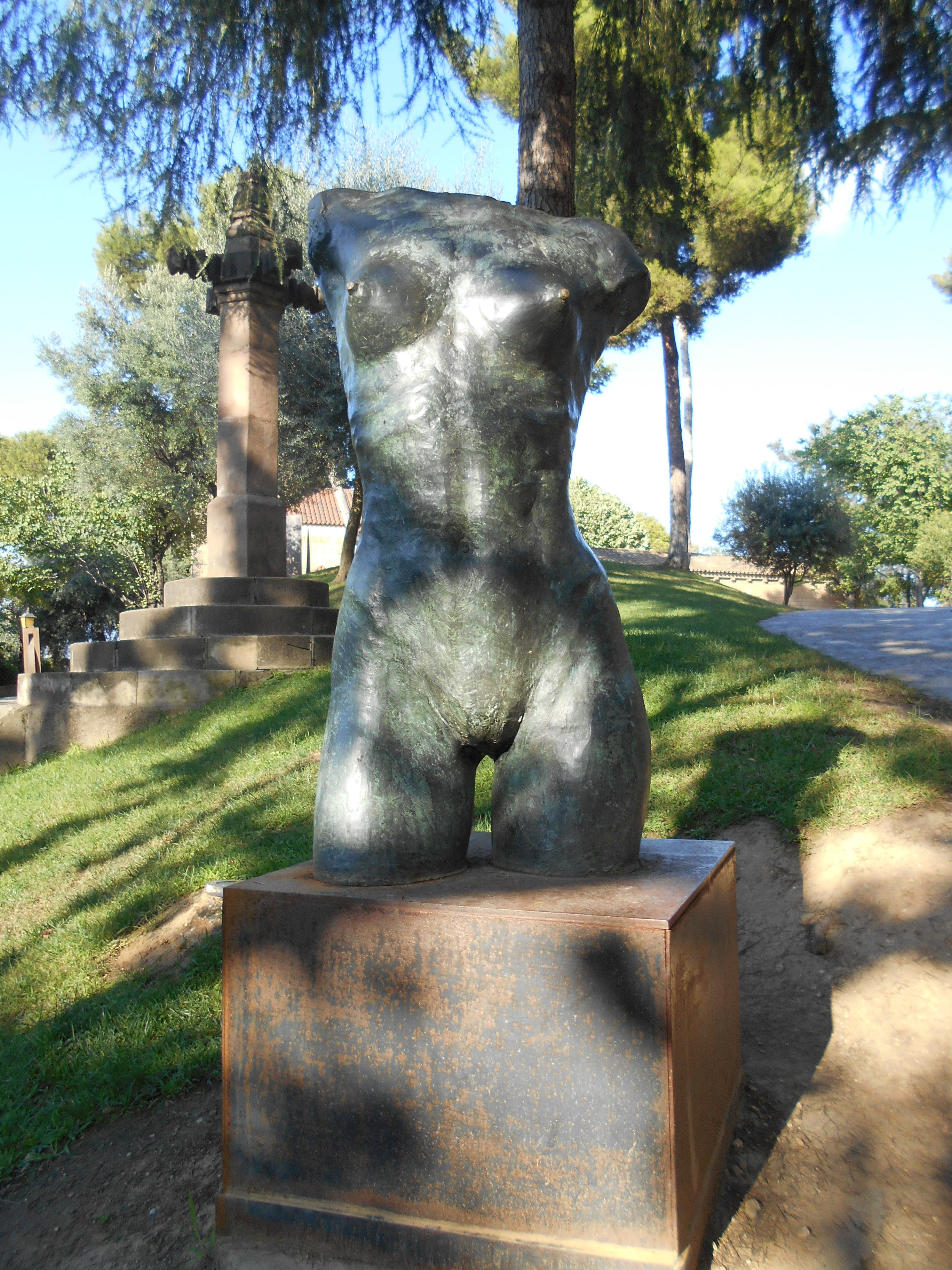
Helénica, de José Cobo, 2000.
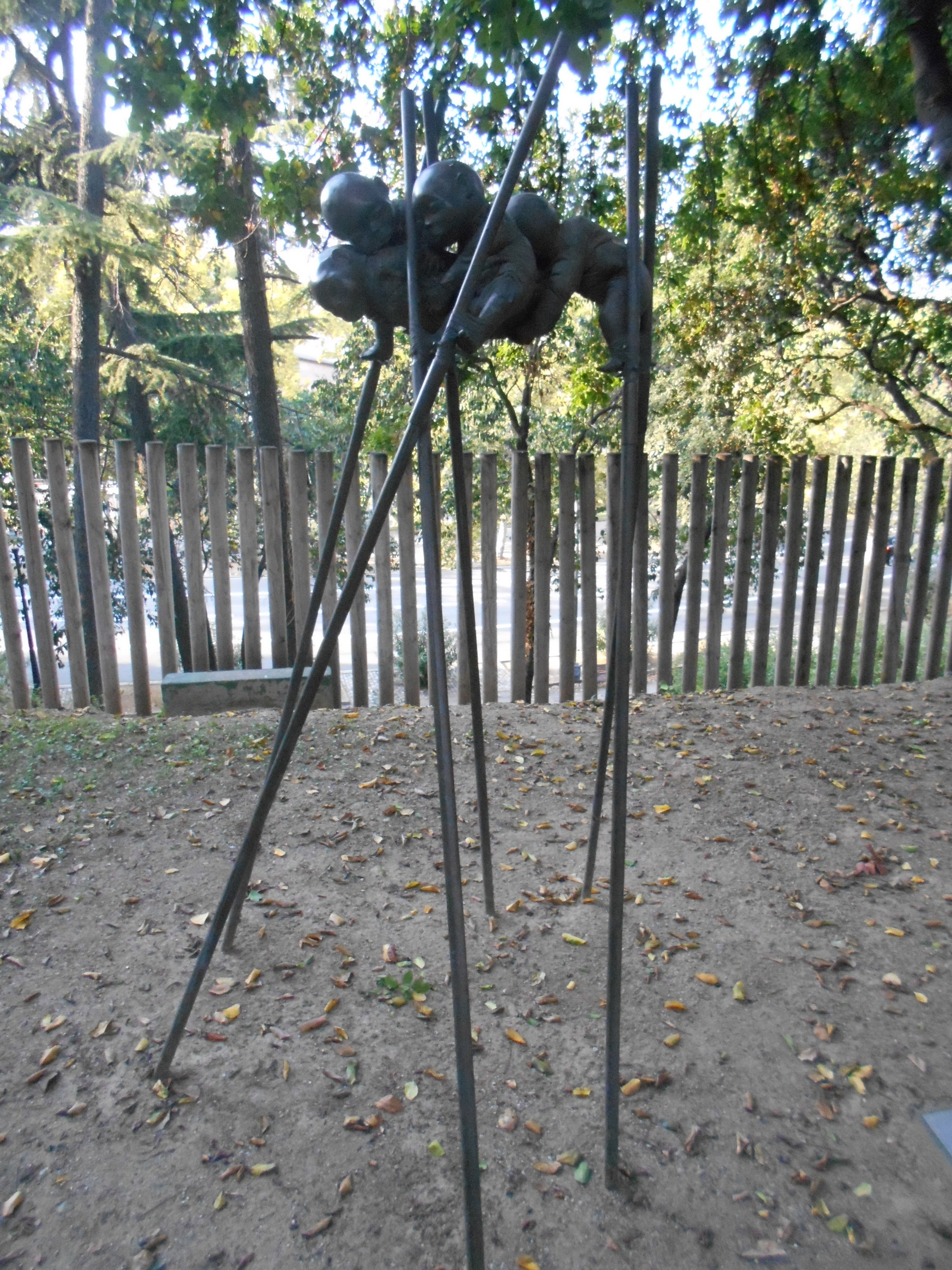
Llorones y zancudos, de Lluís Vidal, 2003.
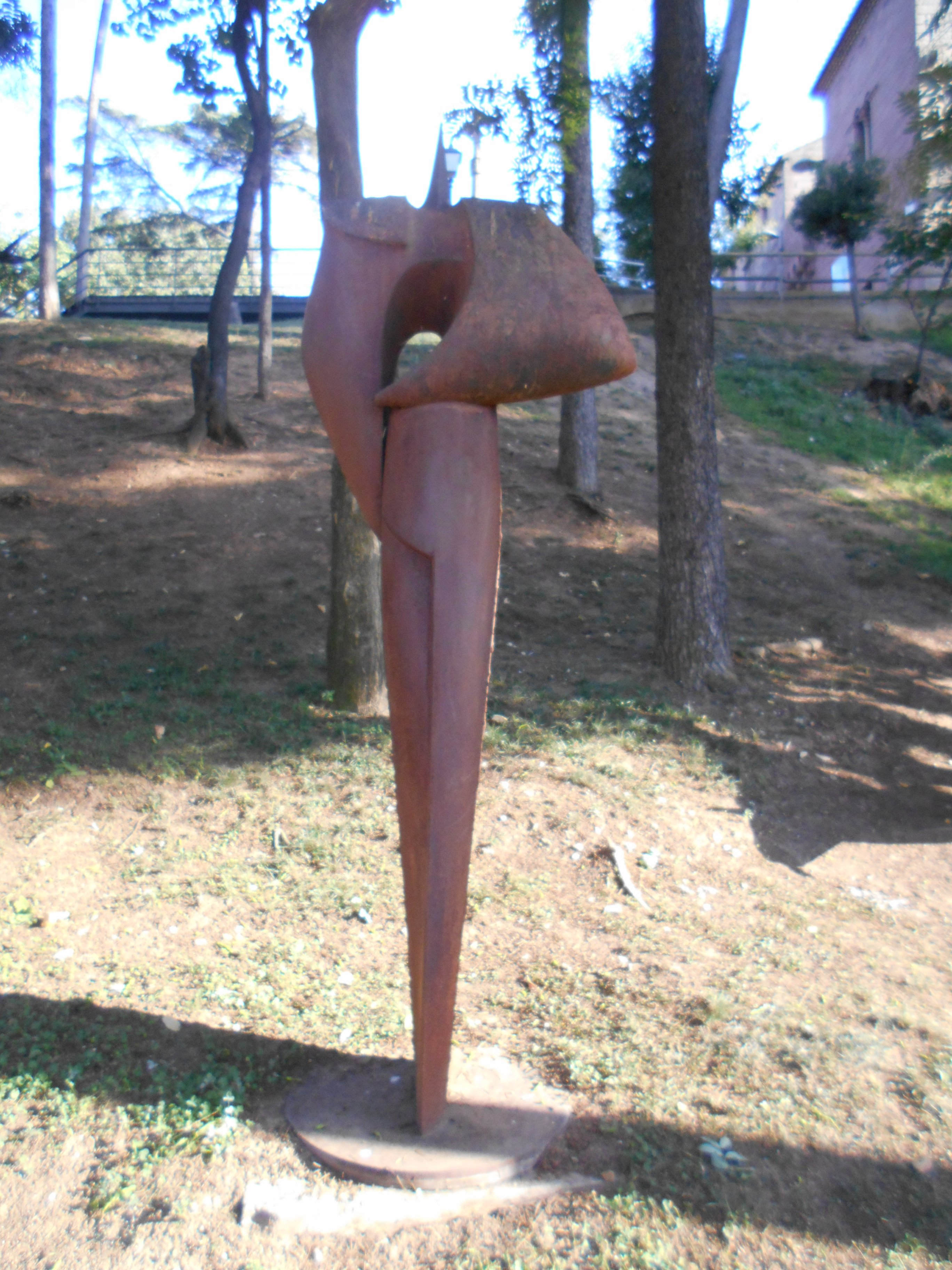
Maestro, de Manuel Álvarez, 2001.
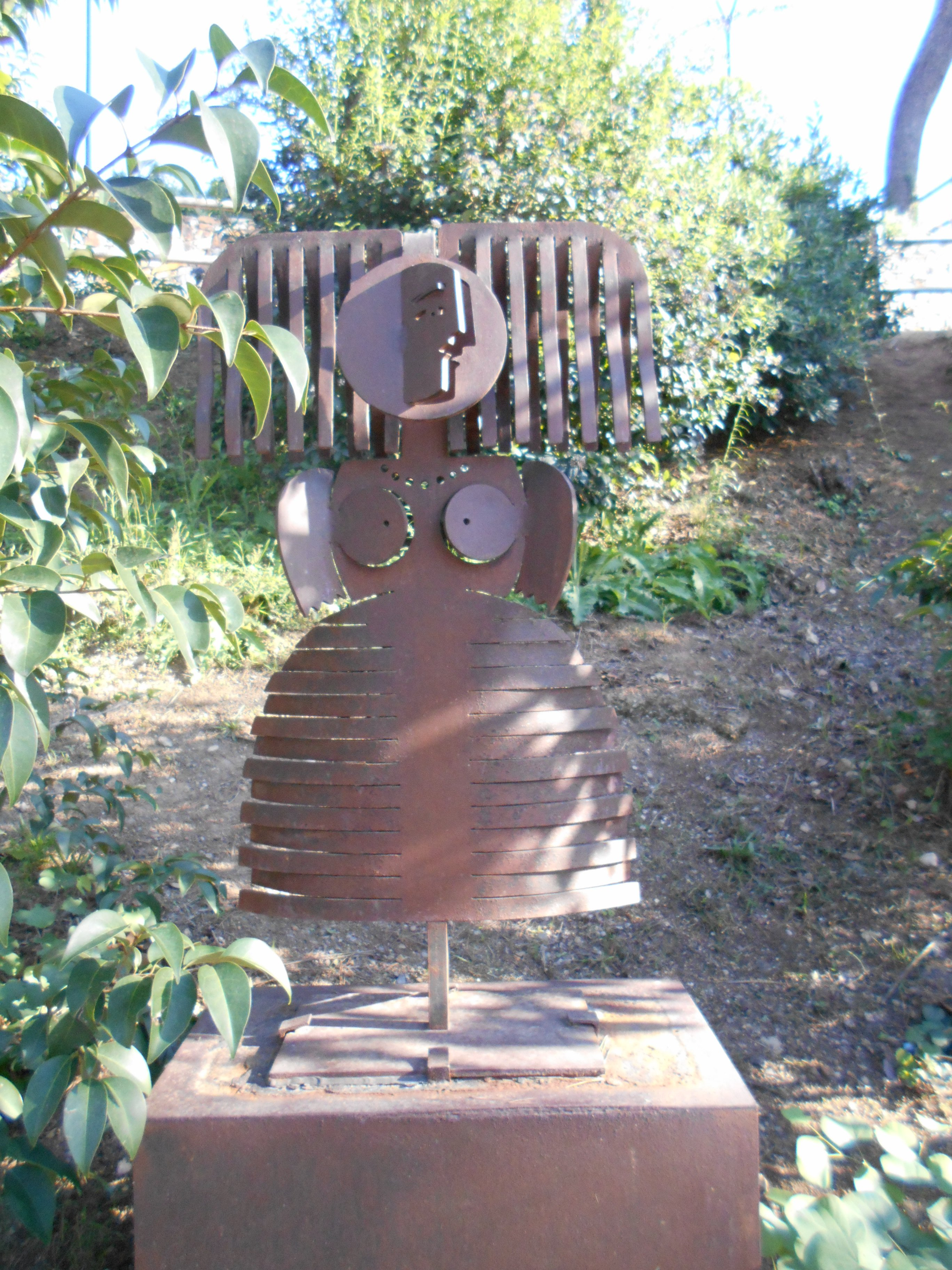
Menina, de José Luis Pascual, 2001.
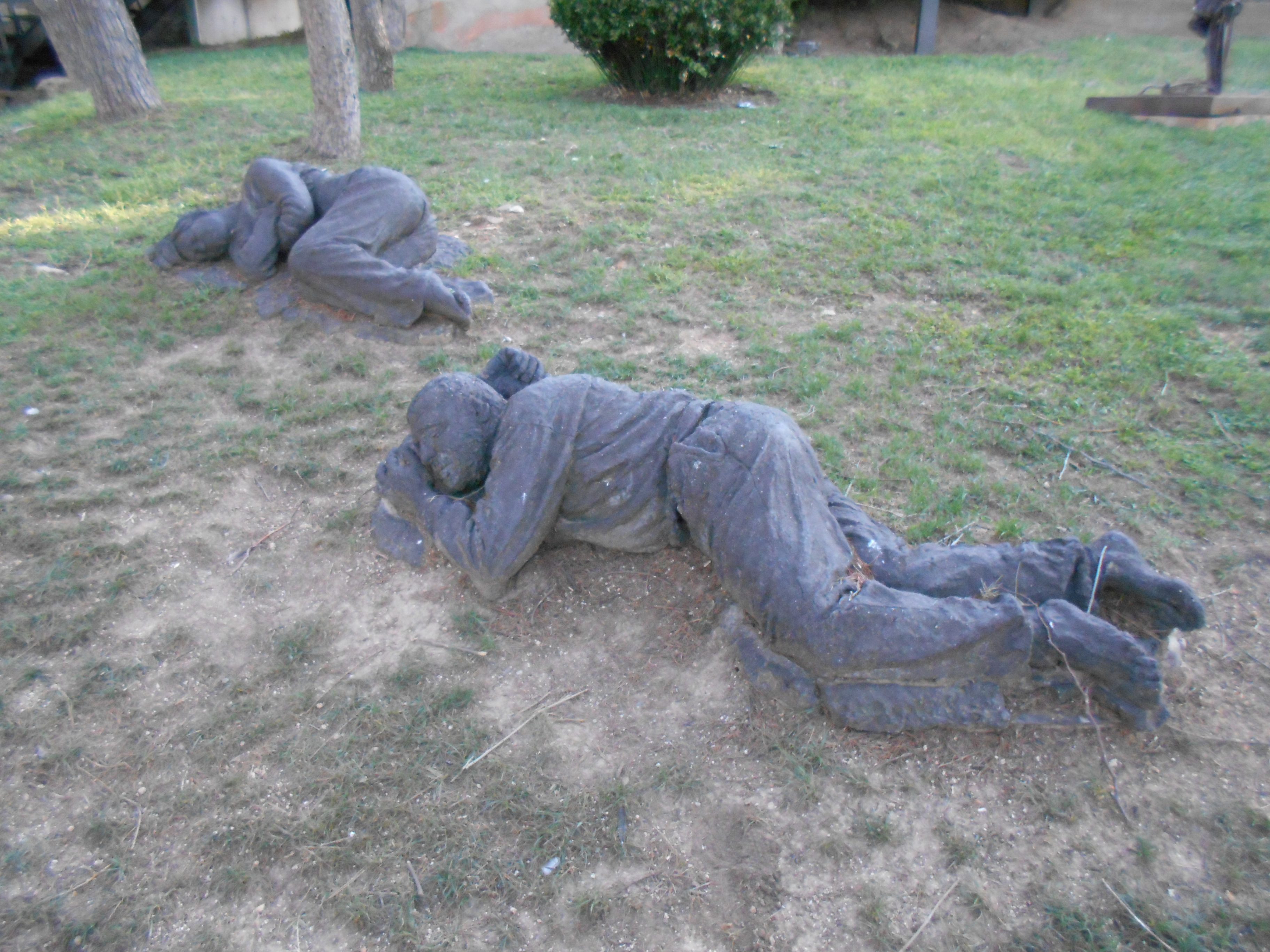
Mujer durmiendo i Figura yaciente, de Xavier Garcés, 2003.
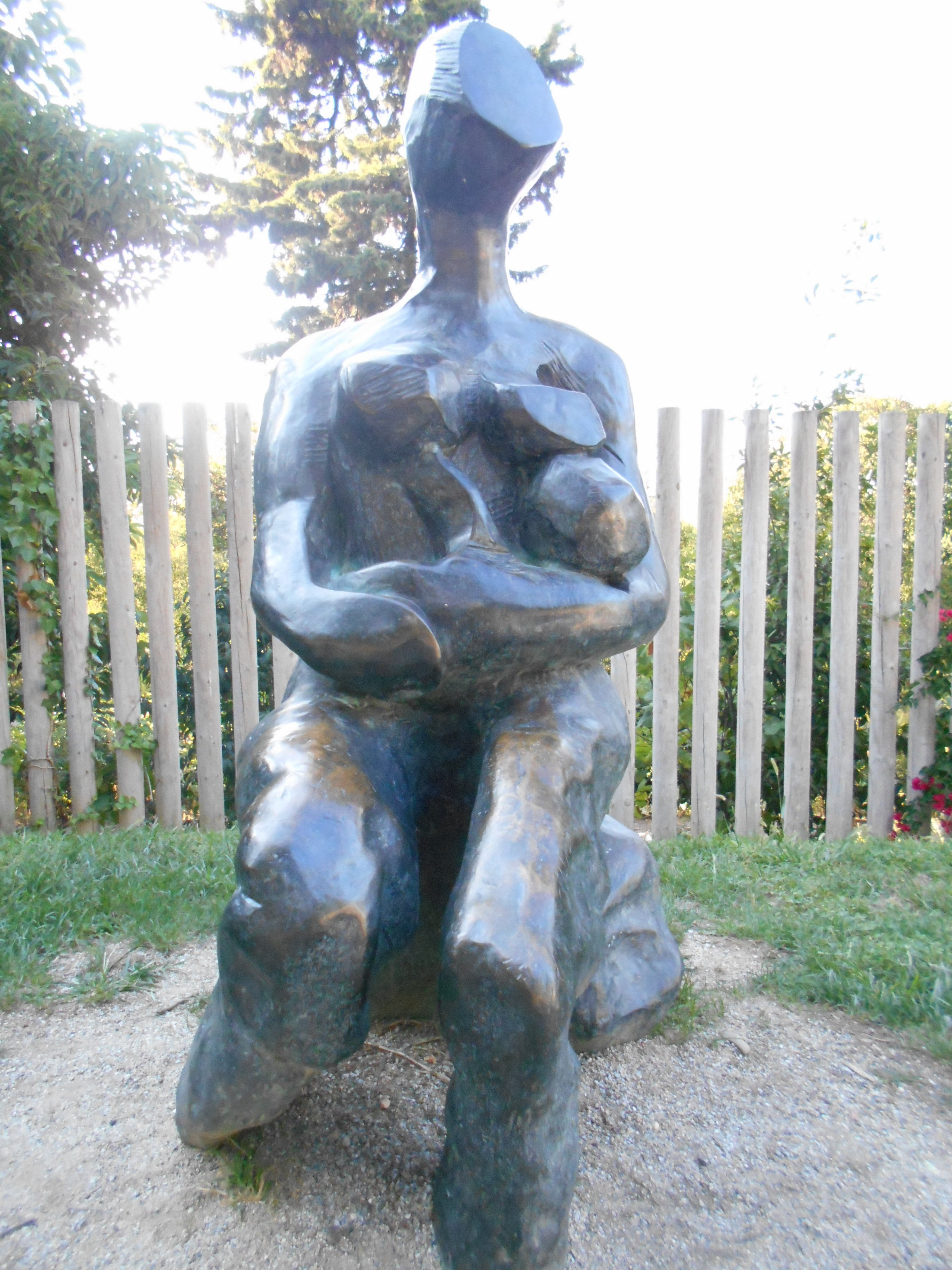
Seated mother and child, d'Owanto, 2005.
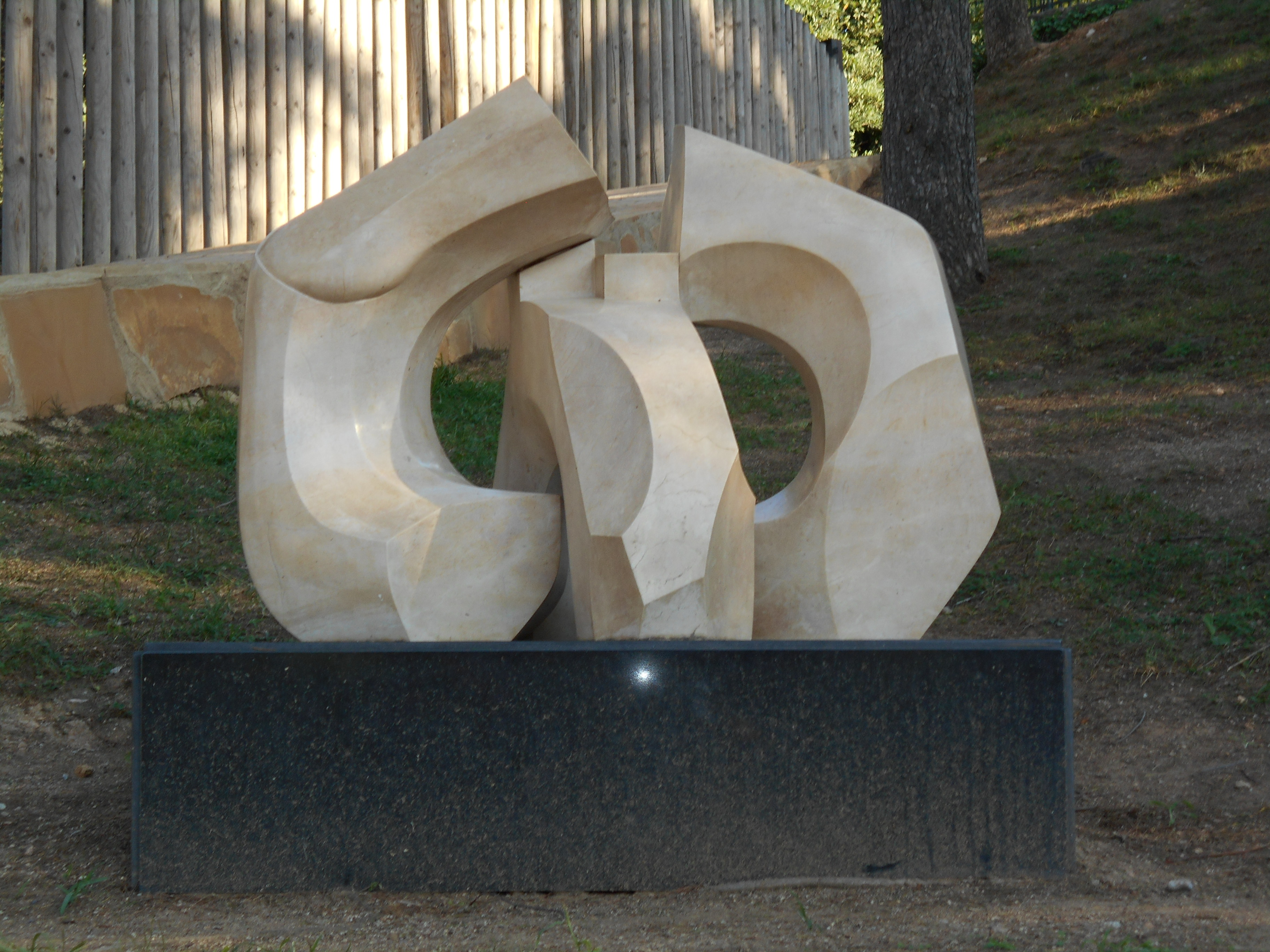
Escram, de Marcel Martí, 2004.
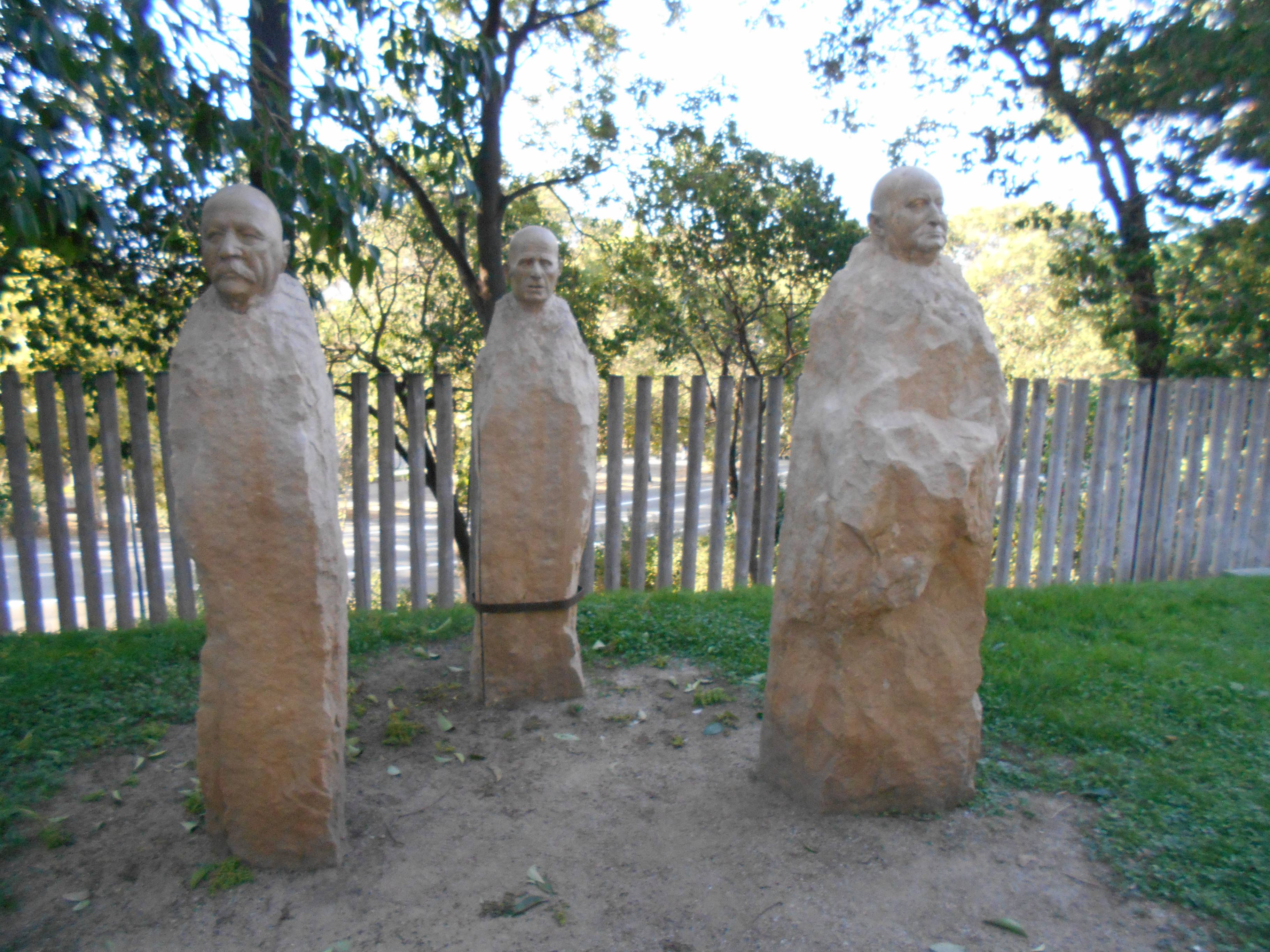
Humans massa humans, de Lluís Cera, 1994.